# Cecilia Serrano
María Cecilia Serrano Gildemeister (Santiago, 1 de enero de 1959) es una periodista, política, modelo y exreina de belleza chilena. Se desempeñó como lectora de noticias de los principales informativos de la televisión de su país, Teletarde y 24 Horas. Fue concejala por la comuna de Las Condes durante los períodos 2008-2012 y 2012-2016.

## Biografía
Es hija de Delia Gildemeister Correa y del abogado Gustavo Serrano Mahns. Ingresó a estudiar periodismo en la Universidad Católica de Chile en 1977, y en 1979 participó del concurso de belleza Miss Chile realizado en el Casino de Viña del Mar donde obtuvo el primer lugar. Viajó hasta Perth, Australia para competir en Miss Universo: su puntuación fue muy baja (6.620) y no clasificó dentro de las 12 Semifinalistas, siendo ganadora Maritza Sayalero Fernández de Venezuela. Trabajó en Canal 9 de la Universidad de Chile como reportera del programa periodístico 525 líneas (1979-1981), conducido por Juan Guillermo Vivado, y en septiembre de 1981 se convierte en conductora del noticiero de mediodía de Canal 13, Teletarde. 
En septiembre de 1990 Serrano emigra a Televisión Nacional de Chile (TVN), para conducir el nuevo noticiero del canal de cara a la llegada de la democracia a Chile, 24 Horas. Desde la primera edición de 24 Horas, el 1 de octubre de 1990, Serrano será acompañada por el periodista Bernardo de la Maza, antes comentarista internacional de Teletrece. La dupla estuvo por 14 años en la conducción del noticiero central de TVN, hasta marzo de 2004, cuando fueron reemplazados por Amaro Gómez-Pablos. Durante su período en TVN también participó en programas como Mea culpa (1993), Crónicas (1999 y 2001), y Con mucho cariño (2002). Ganó el Premio Lenka Franulic en 1998, entregado a mujeres periodistas. A inicios de junio de 2001 Serrano reemplazó a la periodista Isabel Tolosa, junto con Mónica Rincón, en la Edición Vespertina de 24 Horas, cuyo reemplazo duró hasta fines de julio del mismo año, cuando la periodista María Jesús Sainz asumió la conducción del noticiero vespertino.
Tras su salida de la televisión en 2004, Cecilia Serrano ha debido enfrentar una esclerosis múltiple. En julio de 2008 se presenta como candidata a concejal por la comuna de Las Condes, como independiente pro-Democracia Cristiana. Fue elegida con el 11,94% de los votos.
Estuvo casada con el también periodista Rafael Walker, con quien tiene un hijo, Rafael Serrano Walker.

## Historial electoral

### Elecciones municipales de 2008
- Elecciones municipales de 2008 para el concejo municipal de Las Condes[8]

(Se consideran sólo los 8 candidatos electos, de un total de 31 candidatos)
| Candidato                    | Pacto                    | Partido  | Votos  | %     | Resultado |
| ---------------------------- | ------------------------ | -------- | ------ | ----- | --------- |
| Carlos Larraín Peña          | Alianza                  | RN       | 35 612 | 33,08 | Concejal  |
| María de la Luz Herrera Cruz | Alianza                  | UDI      | 14 319 | 13,30 | Concejal  |
| Cecilia Serrano Gildemeister | Concertación Democrática | Ind. PDC | 12 859 | 11,94 | Concejal  |
| Mauricio Camus Valverde      | Alianza                  | UDI      | 5591   | 5,19  | Concejal  |
| Ximena Ossandón Irarrázabal  | Alianza                  | Ind. RN  | 5094   | 4,73  | Concejal  |
| Felipe de Pujadas Abadie     | Concertación Democrática | PDC      | 4693   | 4,35  | Concejal  |
| David Jankelevich Waisbein   | Alianza                  | RN       | 3182   | 2,89  | Concejal  |
| Gabriel Flandez Borquez      | Alianza                  | Ind. RN  | 326    | 0,30  | Concejal  |

### Elecciones Municipales 2012
- Elecciones municipales de 2012, para el concejo municipal de Las Condes [8]

(Se consideran solo los 11 candidatos, de un total de 35 candidatos)
| Candidato                         | Pacto                    | Partido | Votos  | %     | Resultado |
| --------------------------------- | ------------------------ | ------- | ------ | ----- | --------- |
| Felipe de Pujadas Abadie          | Concertación Democrática | PDC     | 2392   | 2,82  | Concejal  |
| Cecilia Serrano Gildemeister      | Concertación Democrática | Indep.  | 12 179 | 14,39 | Concejal  |
| Christian Velasco Vignola         | Coalición                | UDI     | 6621   | 7,82  | Concejal  |
| María Carolina Cotapos Mardones   | Coalición                | UDI     | 7517   | 8,88  | Concejal  |
| Marta Fresno Mackenna             | Coalición                | UDI     | 5718   | 6,75  | Concejal  |
| Mikel Uriarte Plazaola            | Coalición                | Indep.  | 5738   | 6,78  | Concejal  |
| Ernesto Fontaine Ferreira-Nobriga | Coalición                | Indep.  | 3645   | 4,30  |           |
| Carlos Larraín Hurtado            | Coalición                | RN      | 10 290 | 12,16 | Concejal  |
| David Jankelevich Waisbein        | Coalición                | RN      | 2660   | 3,14  | Concejal  |
| Tomás Fuentes Barros              | Coalición                | RN      | 8168   | 9,65  | Concejal  |
| Regina Paz Aste Hevia             | Coalición                | RN      | 4081   | 4,82  | Concejal  |